# Luís Carlos Prestes
Luís Carlos Prestes (Porto Alegre, 3 de enero de 1898 - Río de Janeiro, 7 de marzo de 1990) fue un militar y político comunista brasileño, secretario general del Partido Comunista Brasileño (PCB). Se casó con Olga Benario, asesinada por los nazis en una cámara de gas tras ser expulsada de Brasil, deportada por el entonces presidente Getúlio Vargas.

## Formación militar y primeros años de carrera
Prestes estudió ingeniería en Río de Janeiro, concretamente en la Escuela Militar de Realengo en 1919, actual Academia Militar das Agulhas Negras (AMAN). Fue ingeniero ferroviario en la Compañía Ferroviaria de Deodoro, como teniente, hasta ser destinado a Río Grande do Sul.

## Inicios de la rebeldía

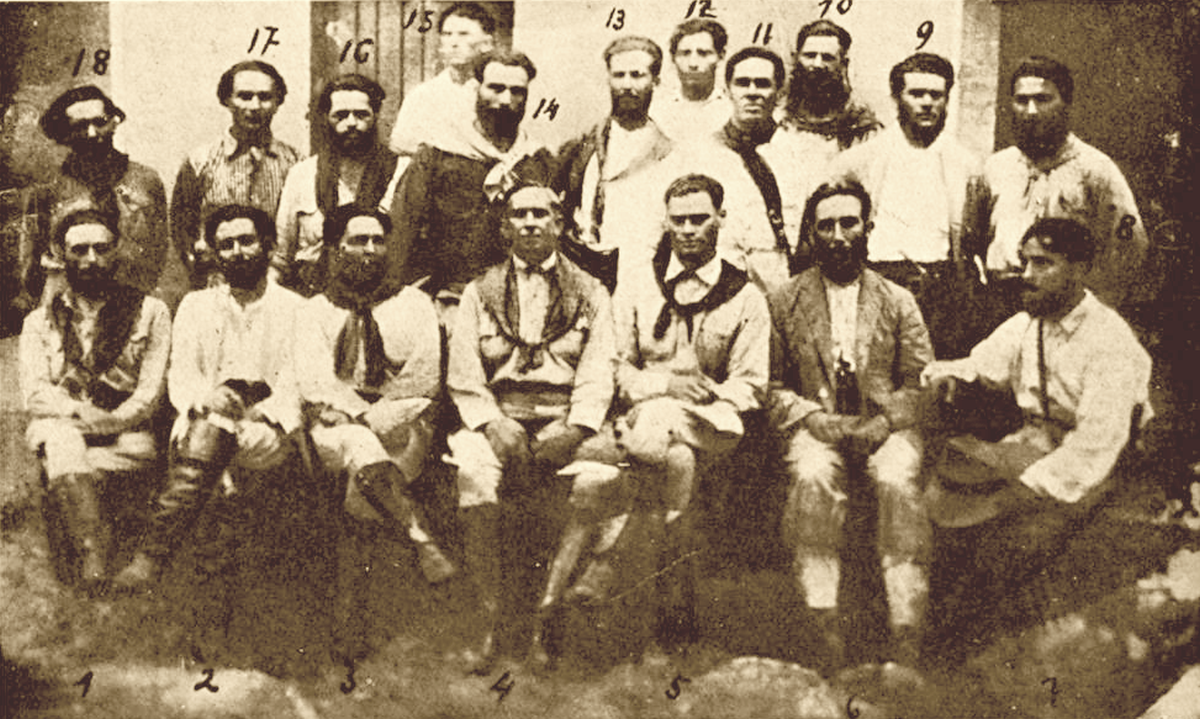
última fotografía de los líderes revolucionarios'1. Djalma S. Dutra; 2. Antonio Siqueira Campos; 3. Luiz Carlos Prestes; 4. Miguel Costa; 5. Juarez Távora; 6. João Alberto L. de Barros; 7. Oswaldo Cordeiro de Farias ; 8. Ítalo Landucci; 9. Rufino Corrêa; 10. Sady V. Machado; 11. Manoel de Lyra; 12. Nelson de Souza; 13. Ary S. Freire; 14. Paulo Kruger da Cunha Cruz; 15. João Pedro 16. Emigdio Miranda, 17. Athanagildo França y 18. José D. Pinheiro Machado.

Tras el fracaso de la Revolución Paulista de julio de 1924, bajo órdenes del general Isidoro Dias Lopes (exlíder de la fallida revuelta de Sao Paulo), los sobrevivientes de la sublevación se dirigen en agosto de 1924 hacia Paraná, y se reúnen con Luís Carlos Prestes, que ya siendo capitán, en octubre de 1924, lidera un grupo de rebeldes en la región misionera de Santo Ângelo, en Río Grande do Sul.
Cortando las líneas del cerco gubernamental, se dirigió al norte hasta Foz do Iguaçu. En la región sudoeste del Estado de Paraná, el grupo se encontró y unificó con los sublevados paulistas, formando un contingente rebelde llamado Columna Prestes, que recorrió trece estados de Brasil con 1.500 hombres en sus filas, en una marcha de 25.000 kilómetros durante 2 años y 5 meses. Al no estallar la proyectada sublevación masiva contra la República Velha, Prestes y sus seguidores se exilian en Bolivia. Una vez en el país andino, Prestes pasaría a exiliarse en Argentina.

## Estudios en Argentina y la URSS
Prestes, llamado "Cavaleiro da Esperança" (el Caballero de la Esperanza), pasó a estudiar marxismo en Argentina, país donde se estableció tras el fracaso de la rebelión que lideró en su patria. Allí traba contacto con el argentino Rodolfo Ghioldi, dirigente de la Internacional Comunista.
En 1930 Prestes retorna clandestinamente a Porto Alegre, donde llega a mantener dos encuentros con Getúlio Vargas. Invitado a comandar militarmente la Revolución de 1930, se niega a apoyar al movimiento porque Vargas rechaza completamente el proyecto de Prestes para fomentar posteriormente una revolución socialista.
En 1931 se exilia de nuevo y se establece está vez en la Unión Soviética, trabajando como ingeniero y dedicándose al estudio del marxismo-leninismo. Posteriormente, el Gobierno soviético permite su entrada en el PCB, del cual Prestes sería principal dirigente durante muchos años. Prestes es elegido miembro del Comité Ejecutivo de la Internacional Comunista, y por orden de este órgano regresa clandestinamente a Brasil en diciembre de 1934, acompañado de la alemana Olga Benario, también militante comunista, y quién fue su pareja posteriormente.

## El comando de la ANL y la deportación de Benario
De vuelta en Brasil, la recién constituida Aliança Nacional Libertadora (ANL), de inspiración antifascista y antiimperialista y que agrupaba a socialistas, comunistas y algunos sectores del Ejército descontentos con el Gobierno de Vargas, aclama calurosamente al Caballero de la Esperanza como presidente de honor de la ANL en su sesión inaugural celebrada en Río de Janeiro. En julio de 1935 Prestes divulga un incendiario manifiesto exigiendo el derrocamiento del gobierno de Getúlio Vargas, pero la organización interna del PCB no era lo suficientemente fuerte para estimular una sublevación con posibilidades de éxito.
Inmediatamente, el presidente Vargas aprovecha la oportunidad y declara ilegal a la ANL bajo el pretexto de que dicho grupo estaba organizando un golpe de Estado. No obstante, esto no impidió la organización de lo que finalmente se dio en llamar la insurrección comunista, que no tuvo la adhesión esperada por parte de las tropas federales y desencadenaría un violento proceso de represión y encarcelamientos, el cual se dirigió con mayor dureza contra los socialistas y comunistas que habían apoyado y participado en la ANL. Prestes y su familia pasan de nuevo a la clandestinidad en las últimas semanas de 1935, mientras son arrestados numerosos militantes comunistas extranjeros que lo habían acompañado a Brasil.
En marzo de 1936 Prestes es detenido, se le despoja de la graduación militar de capitán y es condenado a una pena de prisión de 30 años de cárcel, pero solo cumplió 9 porqué fue amnistiado. Su pareja, embarazada de seis meses, es deportada a la Alemania nazi por las autoridades brasileñas y murió en la cámara de gas del campo de exterminio de Bernburg durante la Segunda Guerra Mundial. Su hija, la historiadora Anita Leocádia Prestes, nació en un campo de concentración nazi, pero fue rescatada tras una intensa campaña internacional dirigida por la madre y la hermana de Prestes.

## El fin del Estado Novo, la amnistía y el regreso a la clandestinidad
Con el fin del Estado Novo y el derrocamiento de Vargas en 1945, Prestes fue amnistiado y elegido senador. Preguntado por el nuevo rumbo de la situación, Prestes declaró "Getúlio Vargas es un hombre muy flexible. Cuando era bien visto ser fascista, fue fascista. Hoy está bien visto ser demócrata y será demócrata". Prestes asumió la secretaría general del PCB ese mismo año, pero el registro legal del Partido fue cancelado en 1946, por lo que Prestes fue perseguido y tuvo que volver a la clandestinidad. En 1951 conoció a su segunda esposa, María Prestes, con quien tuvo ocho hijos y convivió durante 40 años, hasta la muerte de Luís Carlos en 1990. En 1958 Prestes fue condenado a prisión, pero tal orden fue revocada por orden judicial debido a su posición de senador. 

## Dictadura militar
Después del golpe de Estado de 1964 que derrocó a João Goulart, Prestes fue condenado a arresto domiciliario durante 10 años. En 1970 se exilió de nuevo en la URSS y sólo regresaría a Brasil tras la amnistía de 1979.
En la década de 1960 Prestes tuvo conflictos con la fracción maoísta del PCB que propugnaba una "inmediata lucha armada" en oposición a las tesis de Prestes, a quienes los maoístas consideraban "fiel seguidor de la ortodoxia soviética". Otros militantes del PCB que permanecieron en el país no acataron sus orientaciones, por considerarlas anacrónicas, rígidas y poco adaptadas a la época, prefiriendo las tesis del eurocomunismo que se propagaban en Europa Occidental y rechazando la ortodoxia prosoviética de su líder. Fuera de la dirección y en controversia con el Comité Central del PCB, Prestes escribió una "Carta a los Comunistas", en que defendió una política de mayor enfrentamiento con el régimen militar y una reconstrucción del movimiento comunista brasileño. En 1982, conjuntamente con varios militantes, se retiró del PCB. Militó en diversas causas, como el movimiento contra el pago de la deuda externa y por la elección como presidente de Leonel Brizola en 1989.
Al año siguiente, con 92 años de edad, Luís Carlos Prestes muere en su casa de Río de Janeiro.

## Representaciones en la cultura
Prestes fue retratado como personaje en la televisión, interpretado por Cassiano Ricardo en la novela Kananga do Japão (1989) y en el cine por Caco Ciocler en la película Olga (2004).
Em 1997, fue lanzado el documental Prestes, o cavaleiro da esperança y en 1998, año del centenario de su nacimiento, la escuela de samba Acadêmicos do Grande Rio le rindió homenaje en el Carnaval de Río con la comparsa Cavaleiro da Esperança, que obtuvo el octavo puesto.
El cantante y compositor Taiguara, gran amigo y seguidor de Prestes, compuso e interpretó Cavaleiro da Esperança. La banda pernambucana Subversivos también creó otra canción con el mismo nombre.
Jorge Amado, en prosa y verso, retrata la gesta de la Columna Prestes en su libro O Cavaleiro da Esperança, publicado en 1944.
Su hija Anita Leocadia Prestes, una renombrada historiadora lanzó en 2012 un libro, por la editora Expressão Popular, llamado "Prestes - o combate por um partido revolucionário (1958 - 1990)".